# جان بول فابر
جان بول فابر (بالفرنسية: Jean-Paul Faber)‏ هو لاعب رماية فرنسي، ولد في 8 ديسمبر 1930 في Corbeil, Marne ‏ في فرنسا.

## وصلات خارجية
- جان بول فابر على موقع أوليمبيديا (الإنجليزية)